# Min Ryoung
Min Ryoung (kor. 민룡; ur. 14 lipca 1982 w Daegu) – południowokoreański łyżwiarz szybki, specjalizujący się w short tracku, medalista mistrzostw świata, reprezentant Korei Południowej na zimowych igrzyskach olimpijskich w Salt Lake City.